# Beidenfleth
Beidenfleth er en by og en kommune i det nordlige Tyskland, beliggende i Amt Wilstermarsch i den sydvestlige del af Kreis Steinburg. Kreis Steinburg ligger i den sydvestlige del af delstaten Slesvig-Holsten.

## Geografi
Beidenfleth ligger i Metropolregion Hamburg, omkring fire kilometer nordøst for Elben i Wilstermarsken, på vestbredden af floden Stör, og der er en lystbådehavn, Beidenflether Hafen. Vandløbene Altenfelder Wettern og Groß-Kampen-Wettern løber gennem kommunen og munder ud i Stör.